# Simon en Judasvloed
Nadat in december 1287 de Sint-Luciavloed Groningen overstroomde, werd de provincie Groningen binnen een jaar weer getroffen door een stormvloed, de Simon en Judasvloed. Doordat de dijken nog niet hersteld waren, had het water vrij spel. Volgens de kroniek van Bloemhof drong de zee het land binnen bij Oterdum (een nieuwe overstroming in 1290 sloeg de sluizen van Oterdum weg), Usquert, in de Marne en in Zuurdijk. De zee bereikte daardoor lagere streken zoals Garmerwolde, Woltersum en Oostwold.
838 · 1014 · 1042 · 1134 · 1163 · 1164 · 1170 · 1196 · 1212 · 1214 · 1219 · 1220 · 1221 · 1248/1249 · 1277 · 1280 · 1282 · 1287 · 1288 (I) · 1288 (II) · 1322 · 1334 · 1362 · 1374 · 1375 · 1377 · 1404 · 1421 · 1424 · 1468 · 1477 · 1509 · 1514 · 1530 · 1532 · 1552 · 1566 · 1570 · 1610 · 1643 · 1651 · 1675 · 1682 · 1686 · 1703 · 1717 · 1726 · 1741 · 1775 · 1776 · 1784 · 1799 · 1808 · 1809 · 1820 · 1825 · 1855 · 1861 (I) · 1861 (II) · 1877 · 1906 · 1916 · 1926 · 1953 · 1962 · 1993 · 1995 · 2006 · 2021